# (100430) 1996 HK18
(100430) 1996 HK18 es un asteroide perteneciente al cinturón de asteroides, descubierto el 18 de abril de 1996 por Eric Walter Elst desde el Observatorio de La Silla, Chile.

## Designación y nombre
Designado provisionalmente como 1996 HK18.

## Características orbitales
1996 HK18 está situado a una distancia media del Sol de 2,578 ua, pudiendo alejarse hasta 2,961 ua y acercarse hasta 2,196 ua. Su excentricidad es 0,148 y la inclinación orbital 14,41 grados. Emplea 1512 días en completar una órbita alrededor del Sol.

## Características físicas
La magnitud absoluta de 1996 HK18 es 15.